# Ampelocalamus mianningensis
Ampelocalamus mianningensis är en gräsart som först beskrevs av Q.Li och Xin Jiang, och fick sitt nu gällande namn av De Zhu Li och Christopher Mark Adrian Stapleton. Ampelocalamus mianningensis ingår i släktet Ampelocalamus och familjen gräs. Inga underarter finns listade i Catalogue of Life.